# 大泡灰鼠
大泡灰鼠（学名：Berylmys berdmorei）为鼠科巨鼠属的动物，分布于中国、柬埔寨、老挝、缅甸、泰国和越南。在中国大陆，分布于云南等地，多栖息于丛林中。该物种的模式产地在缅甸。